# فرانک پیکار
فرانک پیکار (فرانسوی: Franck Piccard‎؛ زادهٔ ۱۷ سپتامبر ۱۹۶۵) اسکی‌باز آلپاین اهل فرانسه است.
وی در مسابقات کشوری و بین‌المللی در مجموع برندهٔ ۱ مدال طلا، ۱ مدال نقره، ۱ مدال برنز شده‌است.